# Repêchage d'entrée dans la LNH 2024
2023 2025
Le repêchage d'entrée dans la Ligue nationale de hockey 2024 est le 62e repêchage d'entrée de l'histoire de la Ligue nationale de hockey (LNH). Il se déroule les 28 juin et 29 juin 2024 à la Sphere de Las Vegas.

## Contexte
Le repêchage a lieu à la Sphere de Las Vegas.

## Premier tour
| Rang | Joueur                   | Position     | Nationalité | Équipe LNH                                                                      | Repêché de                                        |
| ---- | ------------------------ | ------------ | ----------- | ------------------------------------------------------------------------------- | ------------------------------------------------- |
| 1    | Macklin Celebrini        | Centre       | Canada      | Sharks de San José                                                              | Terriers de Boston (NCAA)                         |
| 2    | Artiom Levchounov        | Défenseur    | Biélorussie | Blackhawks de Chicago                                                           | Spartans de Michigan State (Big Ten)              |
| 3    | Beckett Sennecke         | Attaquant    | Canada      | Ducks d'Anaheim                                                                 | Generals d'Oshawa (LHO)                           |
| 4    | Cayden Lindstrom         | Attaquant    | Canada      | Blue Jackets de Columbus                                                        | Tigers de Medicine Hat (LHOu)                     |
| 5    | Ivan Demidov             | Attaquant    | Russie      | Canadiens de Montréal                                                           | SKA Saint-Pétersbourg (KHL)                       |
| 6    | Tij Iginla               | Attaquant    | Canada      | Club de hockey de l'Utah                                                        | Rockets de Kelowna (LHOu)                         |
| 7    | Carter Yakemchuk         | Défenseur    | Canada      | Sénateurs d'Ottawa                                                              | Hitmen de Calgary (LHOu)                          |
| 8    | Berkly Catton            | Attaquant    | Canada      | Kraken de Seattle                                                               | Chiefs de Spokane (LHOu)                          |
| 9    | Zayne Parekh             | Défenseur    | Canada      | Flames de Calgary                                                               | Spirit de Saginaw (LHO)                           |
| 10   | Anton Silaïev            | Défenseur    | Russie      | Devils du New Jersey                                                            | Torpedo Nijni Novgorod (KHL)                      |
| 11   | Sam Dickinson            | Défenseur    | Canada      | Sharks de San José (des Sabres de Buffalo)                                      | Knights de London (LHO)                           |
| 12   | Zeev Buium               | Défenseur    | États-Unis  | Wild du Minnesota (des Flyers de Philadelphie)                                  | Pioneers de Denver (NCHC)                         |
| 13   | Jett Luchanko            | Attaquant    | Canada      | Flyers de Philadelphie (du Wild du Minnesota)                                   | Storm de Guelph (LHO)                             |
| 14   | Konsta Helenius          | Attaquant    | Finlande    | Sabres de Buffalo (des Penguins de Pittsburgh via les Sharks de San José)       | Jukurit Mikkeli (Liiga)                           |
| 15   | Michael Brandsegg-Nygård | Attaquant    | Norvège     | Red Wings de Détroit                                                            | Mora IK (Allsvenskan)                             |
| 16   | Adam Jiříček             | Défenseur    | Tchéquie    | Blues de Saint-Louis                                                            | HC Škoda Plzeň (Extraliga)                        |
| 17   | Terik Parascak           | Attaquant    | Canada      | Capitals de Washington                                                          | Cougars de Prince George (LHOu)                   |
| 18   | Sacha Boisvert           | Attaquant    | Canada      | Blackhawks de Chicago (des Islanders de New York)                               | Lumberjacks de Muskegon (USHL)                    |
| 19   | Trevor Connelly          | Attaquant    | États-Unis  | Golden Knights de Vegas                                                         | Storm de Tri-City (USHL)                          |
| 20   | Cole Eiserman            | Attaquant    | États-Unis  | Islanders de New York (du Lightning de Tampa Bay via les Blackhawks de Chicago) | NTDP (USHL)                                       |
| 21   | Michael Hage             | Attaquant    | Canada      | Canadiens de Montréal (des Kings de Los Angeles)                                | Steel de Chicago (USHL)                           |
| 22   | Iegor Sourine            | Attaquant    | Russie      | Predators de Nashville                                                          | Loko (MHL)                                        |
| 23   | Stian Solberg            | Défenseur    | Norvège     | Ducks d'Anaheim (des Maple Leafs de Toronto)                                    | Vålerenga ishockey (EliteHockey Ligaen)           |
| 24   | Cole Beaudoin            | Attaquant    | Canada      | Club de hockey de l'Utah (de l'Avalanche du Colorado)                           | Colts de Barrie (LHO)                             |
| 25   | Dean Letourneau          | Attaquant    | Canada      | Bruins de Boston                                                                | St. Andrew's College Saints (Ontario High School) |
| 26   | Liam Greentree           | Attaquant    | Canada      | Kings de Los Angeles                                                            | Spitfires de Windsor (LHO)                        |
| 27   | Marek Vanacker           | Attaquant    | Canada      | Blackhawks de Chicago (des Hurricanes de la Caroline)                           | Bulldogs de Brantford (LHO)                       |
| 28   | Matveï Gridine           | Attaquant    | Russie      | Flames de Calgary (des Canucks de Vancouver)                                    | Lumberjacks de Muskegon (USHL)                    |
| 29   | Emil Hemming             | Ailier droit | Finlande    | Stars de Dallas                                                                 | TPS (Liiga)                                       |
| 30   | E. J. Emery              | Défenseur    | États-Unis  | Rangers de New York                                                             | NTDP (USHL)                                       |
| 31   | Ben Danford              | Défenseur    | Canada      | Maple Leafs de Toronto (d'Edmonton via Anaheim)14                               | Generals d'Oshawa (LHO)                           |
| 32   | Sam O'Reilly             | Ailier droit | Canada      | Oilers d'Edmonton (de la Floride via Philadelphie)15                            | Knights de London (LHO)                           |

## Deuxième tour
| Rang | Joueur               | Position       | Nationalité | Équipe LNH | Repêché de                            |
| ---- | -------------------- | -------------- | ----------- | --- | ------------------------------------- |
| 33   | Igor Tchernychov     | Ailier         | Russie      | Sharks de San José                                                                                            | HK Dinamo Moscou (KHL)                |
| 34   | Dominik Badinka      | Défenseur      | Tchéquie    | Hurricanes de la Caroline (des Blackhawks de Chicago)                                                         | Malmö Redhawks (SHL)                  |
| 35   | Lucas Pettersson     | Centre         | Suède       | Ducks d'Anaheim                                                                                               | Modo Hockey (J20 Nationell)           |
| 36   | Charlie Elick        | Défenseur      | Canada      | Blue Jackets de Columbus                                                                                      | Wheat Kings de Brandon (LHOu)         |
| 37   | Alfons Freij         | Défenseur      | Suède       | Jets de Winnipeg (de Montréal via Utah et Los Angeles)2                                                       | Växjö Lakers (J20 Nationell)          |
| 38   | Ilia Nabokov         | Gardien de but | Russie      | Avalanche du Colorado (de l'Utah)3                                                                            | Metallourg Magnitogorsk (KHL)         |
| 39   | Gabriel Eliasson     | Défenseur      | Suède       | Sénateurs d'Ottawa                                                                                            | HV71 (J20 Nationell)                  |
| 40   | Julius Miettinen     | Centre         | Finlande    | Kraken de Seattle                                                                                             | Silvertips d'Everett (LHOu)           |
| 41   | Andrew Basha         | Ailier         | Canada      | Flames de Calgary                                                                                             | Tigers de Medicine Hat (LHOu)         |
| 42   | Adam Kleber          | Défenseur      | États-Unis  | Sabres de Buffalo (des Devils du New Jersey via les Sharks de San José)                                       | Stars de Lincoln (USHL)               |
| 43   | Cole Hutson          | Défenseur      | États-Unis  | Capitals de Washington (des Sabres de Buffalo)                                                                | NTDP (USHL)                           |
| 44   | Harrison Brunicke    | Défenseur      | Canada      | Penguins de Pittsburgh (des Flyers de Philadelphie via les Hurricanes de la Caroline)                         | Blazers de Kamloops (LHOu)            |
| 45   | Ryder Ritchie        | Ailier         | Canada      | Wild du Minnesota                                                                                             | Raiders de Prince Albert (LHOu)       |
| 46   | Tanner Howe          | Ailier         | Canada      | Penguins de Pittsburgh                                                                                        | Pats de Régina (LHOu)                 |
| 47   | Max Plante           | Ailier         | États-Unis  | Red Wings de Détroit                                                                                          | NTDP (USHL)                           |
| 48   | Colin Ralph          | Défenseur      | États-Unis  | Blues de Saint-Louis                                                                                          | Shattuck-Saint Mary's Sabres (USHS)   |
| 49   | Mikhaïl Iegorov      | Gardien de but | Russie      | Devils du New Jersey (des Capitals de Washington via les Sénateurs d'Ottawa via le Club de hockey de l'Utah)  | NTDP (USHL)                           |
| 50   | Nikita Artamonov     | Ailier         | Russie      | Hurricanes de la Caroline (des Islanders de New York via les Blackhawks de Chicago)                           | Torpedo Nijni Novgorod (KHL)          |
| 51   | Jack Berglund        | Ailier/Centre  | Suède       | Flyers de Philadelphie                                                                                        | Färjestad BK (J20 Nationell)          |
| 52   | Leon Muggli          | Défenseur      | Suisse      | Capitals de Washington (des Golden Knights de Vegas)                                                          | Eissportverein Zoug (National League) |
| 53   | Leo Sahlin Wallenius | Défenseur      | Suède       | Sharks de San José (du Lightning de Tampa Bay via les Predators de Nashville et via les Red Wings de Détroit) | Växjö Lakers HC (J20 Nationell)       |
| 54   | Jesse Pulkkinen      | Défenseur      | Finlande    | Islanders de New York (des Kings de Los Angeles via les Flyers de Philadelphie et les Blackhawks de Chicago)  | JYP Jyväskylä (Liiga)                 |
| 55   | Teddy Stiga          | Centre         | États-Unis  | Predators de Nashville                                                                                        | NTDP (USHL)                           |
| 56   | Lukas Fischer        | Défenseur      | États-Unis  | Blues de Saint-Louis (des Maple Leafs de Toronto)                                                             | Sting de Sarnia (LHO)                 |
| 57   | Carter George        | Gardien de but | Canada      | Kings de Los Angeles (de l'Avalanche du Colorado via les Canadiens de Montréal)                               | Attack d'Owen Sound (LHO)             |
| 58   | Linus Eriksson       | Centre         | Suède       | Panthers de la Floride (des Bruins de Boston via les Ducks d'Anaheim via les Maple Leafs de Toronto)          | Djurgården Hockey (Allsvenskan)       |
| 59   | Spencer Gill         | Défenseur      | Canada      | Flyers de Philadelphie (des Jets de Winnipeg via les Predators de Nashville)                                  | Océanic de Rimouski (LHJMQ)           |
| 60   | Evan Gardner         | Gardien de but | Canada      | Blue Jackets de Columbus (des Hurricanes de la Caroline)                                                      | Blades de Saskatoon (LHOu)            |
| 61   | Kamil Bednarik       | Centre         | États-Unis  | Islanders de New York (des Canucks de Vancouver via les Blackhawks de Chicago)                                | NTDP (USHL)                           |
| 62   | Jacob Battaglia      | Ailier         | Canada      | Flames de Calgary (des Stars de Dallas)                                                                       | Frontenacs de Kingston (LHO)          |
| 63   | Nathan Villeneuve    | Centre         | Canada      | Kraken de Seattle (des Rangers de New York)                                                                   | Wolves de Sudbury (LHO)               |
| 64   | Eemil Vinni          | Gardien de but | Finlande    | Oilers d'Edmonton                                                                                             | Joensuun Kiekko-Pojat (Mestis)        |
| 65   | Will Skahan          | Défenseur      | États-Unis  | Club de hockey de l'Utah (des Panthers de la Floride)                                                         | NTDP (USHL)                           |

## Troisième tour
| Rang | Joueur             | Position       | Nationalité | Équipe LNH | Repêché de                             |
| ---- | ------------------ | -------------- | ----------- | --- | -------------------------------------- |
| 66   | Maxim Massé        | Ailier         | Canada      | Ducks d'Anaheim (des Sharks de San José)                                                                          | Saguenéens de Chicoutimi (LHJMQ)       |
| 67   | John Mustard       | Ailier         | Canada      | Blackhawks de Chicago                                                                                             | Black Hawks de Waterloo (USHL)         |
| 68   | Ethan Procyszyn    | Centre         | Canada      | Ducks d'Anaheim                                                                                                   | Battalion de North Bay (LHO)           |
| 69   | Noel Fransen       | Défenseur      | Suède       | Hurricanes de la Caroline (des Blue Jackets de Columbus)                                                          | Färjestad BK (J20 Nationell)           |
| 70   | Aatos Koivu        | Centre         | Finlande    | Canadiens de Montréal                                                                                             | HC TPS (U20 SM-sarja)                  |
| 71   | Brodie Ziemer      | Ailier         | États-Unis  | Sabres de Buffalo (du Club de hockey de l'Utah via l'Avalanche du Colorado)                                       | NDTP (USHL)                            |
| 72   | A J. Spellacy      | Ailier         | États-Unis  | Blackhawks de Chicago (des Sénateurs d'Ottawa)                                                                    | Spitfires de Windsor (LHO)             |
| 73   | Alexis Bernier     | Défenseur      | Canada      | Kraken de Seattle                                                                                                 | Drakkar de Baie-Comeau (LHJMQ)         |
| 74   | Henry Mews         | Défenseur      | Canada      | Flames de Calgary                                                                                                 | 67's d'Ottawa (LHO)                    |
| 75   | Ilia Protas        | Ailier         | Biélorussie | Capitals de Washington (des Devils du New Jersey)                                                                 | Buccaneers de Des Moines (USHL)        |
| 76   | William Zellers    | Centre         | États-Unis  | Avalanche du Colorado (des Sabres de Buffalo)                                                                     | Shattuck-Saint Mary's Sabres (USHS)    |
| 77   | Viggo Gustafsson   | Défenseur      | Suède       | Predators de Nashville (des Flyers de Philadelphie)                                                               | HV71 (J20 Nationell)                   |
| 78   | Logan Sawyer       | Ailier         | Canada      | Canadiens de Montréal (du Wild du Minnesota via les Capitals de Washington)                                       | Bandits de Brooks (LHJA)               |
| 79   | Tarin Smith        | Défenseur      | Canada      | Ducks d'Anaheim (des Penguins de Pittsburgh)                                                                      | Silvertips d'Everett (LHOu)            |
| 80   | Ondřej Becher      | Centre         | Tchéquie    | Red Wings de Détroit                                                                                              | Cougars de Prince George (LHOu)        |
| 81   | Ondřej Kos         | Ailier         | Tchéquie    | Blues de Saint-Louis                                                                                              | Ilves (U20 SM-sarja)                   |
| 82   | Carson Wetsch      | Ailier         | Canada      | Sharks de San José (des Capitals de Washington via les Devils du New Jersey)                                      | Hitmen de Calgary (LHOu)               |
| 83   | Pavel Moïssevitch  | Gardien de but | Biélorussie | Golden Knights de Vegas (des Islanders de New York via les Maple Leafs de Toronto via les Capitals de Washington) | SKA Saint-Pétersbourg (KHL)            |
| 84   | Kirill Zaroubine   | Gardien de but | Russie      | Flames de Calgary (des Golden Knights de Vegas via les Penguins de Pittsburgh via les Golden Knights de Vegas)    | AKM Toula (MHL)                        |
| 85   | Kasper Pikkarainen | Ailier         | Finlande    | Devils du New Jersey (du Lightning de Tampa Bay via les Sharks de San José)                                       | HC TPS (U20 SM-sarja)                  |
| 86   | Luca Marelli       | Défenseur      | Canada      | Blue Jackets de Columbus (des Kings de Los Angeles)                                                               | Generals d'Oshawa (LHO)                |
| 87   | Miguel Marques     | Ailier         | Canada      | Predators de Nashville                                                                                            | Hurricanes de Lethbridge (LHOu)        |
| 88   | Kim Saarinen       | Gardien de but | Finlande    | Kraken de Seattle (des Maple Leafs de Toronto)                                                                    | Hämeenlinnan Pallokerho (U20 SM-sarja) |
| 89   | Tomas Lavoie       | Défenseur      | Canada      | Club de hockey de l'Utah (de l'Avalanche du Colorado)                                                             | Eagles du Cap-Breton (LHJMQ)           |
| 90   | Ēriks Mateiko      | Ailier         | Lettonie    | Capitals de Washington (des Bruins de Boston)                                                                     | Sea Dogs de Saint-Jean (LHJMQ)         |
| 91   | Herman Traff       | Ailier         | Suède       | Devils du New Jersey (des Jets de Winnipeg)                                                                       | HV71 (J20 Nationell)                   |
| 92   | Jack Pridham       | Ailier         | Canada      | Blackhawks de Chicago (des Hurricanes de la Caroline)                                                             | Warriors de West Kelowna (LHCB)        |
| 93   | Melvin Fernstrom   | Ailier         | Suède       | Canucks de Vancouver                                                                                              | Örebro HK (J20 Nationell)              |
| 94   | Hiroki Gojsic      | Ailier         | Canada      | Predators de Nashville (des Stars de Dallas)                                                                      | Rockets de Kelowna (LHOu)              |
| 95   | Adam Jecho         | Centre         | Tchéquie    | Blues de Saint-Louis (des Rangers de New York)                                                                    | Oil Kings d'Edmonton (LHOu)            |
| 96   | Veeti Väisänen     | Défenseur      | Finlande    | Club de hockey de l'Utah (des Oilers d'Edmonton)                                                                  | KooKoo Kouvola (Liiga)                 |
| 97   | Matveï Chouravine  | Défenseur      | Russie      | Panthers de la Floride                                                                                            | Krasnaïa Armia (MHL)                   |

## Quatrième tour
| Rang | Joueur              | Position       | Nationalité | Équipe LNH                                                                                               | Repêché de                             |
| ---- | ------------------- | -------------- | ----------- | --- | -------------------------------------- |
| 98   | Gregor Biber        | Défenseur      | Autriche    | Utah Hockey Club (des Sharks de San José)                                                                | Rögle BK (J20 Nationell)               |
| 99   | Jakub Milota        | Gardien de but | Tchéquie    | Predators de Nashville (des Blackhawks de Chicago via le Lightning de Tampa Bay)                         | Eagles du Cap-Breton (LHJMQ)           |
| 100  | Alexandre Blais     | Ailier         | Canada      | Ducks d'Anaheim                                                                                          | Océanic de Rimouski (LHJMQ)            |
| 101  | Tanner Henricks     | Défenseur      | États-Unis  | Blue Jackets de Columbus                                                                                 | Stars de Lincoln (USHL)                |
| 102  | Owen Protz          | Défenseur      | Canada      | Canadiens de Montréal                                                                                    | Bulldogs de Brantford (LHO)            |
| 103  | Gabe Smith          | Centre         | Canada      | Utah Hockey Club                                                                                         | Wildcats de Moncton (LHJMQ)            |
| 104  | Lucas Ellinas       | Centre         | Canada      | Sénateurs d'Ottawa                                                                                       | Rangers de Kitchener (LHO)             |
| 105  | Ollie Josephson     | Centre         | Canada      | Kraken de Seattle                                                                                        | Rebels de Red Deer (LHOu)              |
| 106  | Trevor Hoskin       | Centre         | Canada      | Flames de Calgary                                                                                        | Cougars de Cobourg (LHJO)              |
| 107  | Heikki Ruohonen     | Centre         | Finlande    | Flyers de Philadelphie (des Devils du New Jersey via les Canucks de Vancouver via les Flames de Calgary) | Kiekko-Espoo (U20 SM-sarja)            |
| 108  | Luke Osburn         | Défenseur      | États-Unis  | Sabres de Buffalo                                                                                        | Phantoms de Youngstown (USHL)          |
| 109  | Kevin He            | Centre         | Chine       | Jets de Winnipeg (des Flyers de Philadelphie via les Sabres de Buffalo)                                  | IceDogs de Niagara (LHO)               |
| 110  | Elliott Groenewold  | Défenseur      | États-Unis  | Bruins de Boston (du Wild du Minnesota)                                                                  | RoughRiders de Cedar Rapids (USHL)     |
| 111  | Chase Pietila       | Défenseur      | États-Unis  | Penguins de Pittsburgh                                                                                   | Huskies de Michigan Tech (CCHA)        |
| 112  | Javon Moore         | Ailier         | États-Unis  | Sénateurs d'Ottawa (des Red Wings de Détroit)                                                            | Minnetonka Skippers (USHS-MN)          |
| 113  | Tomas Mrsic         | Centre         | Canada      | Blues de Saint-Louis                                                                                     | Tigers de Medicine Hat (LHOu)          |
| 114  | Nicholas Kempf      | Gardien de but | États-Unis  | Capitals de Washington                                                                                   | NTDP (USHL)                            |
| 115  | Dmitri Gamzine      | Gardien de but | Russie      | Islanders de New York                                                                                    | HK CSKA Moscou (KHL)                   |
| 116  | Christian Kirsch    | Gardien de but | Suisse      | Sharks de San José (des Golden Knights de Vegas)                                                         | Eissportverein Zoug (U20-Elit)         |
| 117  | Blake Montgomery    | Ailier         | États-Unis  | Sénateurs d'Ottawa (du Lightning de Tampa Bay)                                                           | Stars de Lincoln (USHL)                |
| 118  | Jan Golicic         | Défenseur      | Slovénie    | Lightning de Tampa Bay (des Kings de Los Angeles)                                                        | Olympiques de Gatineau (LHJMQ)         |
| 119  | Raoul Boilard       | Centre         | Canada      | Rangers de New York (des Predators de Nashville)                                                         | Drakkar de Baie-Comeau (LHJMQ)         |
| 120  | Victor Johansson    | Défenseur      | Suède       | Maple Leafs de Toronto                                                                                   | Leksands IF (J20 Nationell)            |
| 121  | Jake Fisher         | Centre         | États-Unis  | Avalanche du Colorado                                                                                    | Force de Fargo (USHL)                  |
| 122  | Aron Kiviharju      | Défenseur      | Finlande    | Wild du Minnesota (des Bruins de Boston)                                                                 | HIFK (Liiga)                           |
| 123  | Simon-Pier Brunet   | Défenseur      | Canada      | Sabres de Buffalo (des Jets de Winnipeg)                                                                 | Voltigeurs de Drummondville (LHJMQ)    |
| 124  | Aleksandr Siriatski | Défenseur      | Russie      | Hurricanes de la Caroline                                                                                | Stalnye Lissy (MHL)                    |
| 125  | Riley Patterson     | Centre         | Canada      | Canucks de Vancouver                                                                                     | Colts de Barrie (LHO)                  |
| 126  | Landon Miller       | Gardien de but | Canada      | Red Wings de Détroit (des Stars de Dallas)                                                               | Greyhounds de Sault-Sainte-Marie (LHO) |
| 127  | Victor Norringer    | Ailier         | Suède       | Predators de Nashville (des Rangers de New York)                                                         | Frölunda HC (J20 Nationell)            |
| 128  | Hagen Burrows       | Centre         | États-Unis  | Lightning de Tampa Bay (des Oilers d'Edmonton via les Predators de Nashville)                            | Minnetonka Skippers (USHS-MN)          |
| 129  | Simon Zether        | Centre         | Suède       | Panthers de la Floride                                                                                   | Rögle BK (SHL)                         |

## Cinquième tour
| Rang | Joueur                 | Position       | Nationalité | Équipe LNH                                                                                            | Repêché de                             |
| ---- | ---------------------- | -------------- | ----------- | --- | -------------------------------------- |
| 130  | Tyler Thorpe           | Ailier         | Canada      | Canadiens de Montréal (des Sharks de San José)                                                        | Giants de Vancouver (LHOu)             |
| 131  | Colton Roberts         | Défenseur      | Canada      | Sharks de San José (des Blackhawks de Chicago via les Flames de Calgary)                              | Giants de Vancouver (LHOu)             |
| 132  | Louka Cloutier         | Gardien de but | Canada      | Avalanche du Colorado (des Ducks d'Anaheim)                                                           | Steel de Chicago (USHL)                |
| 133  | Oskar Vuollet          | Centre         | Suède       | Hurricanes de la Caroline (des Blue Jackets de Columbus)                                              | Skellefteå AIK (J20 Nationell)         |
| 134  | Mikus Vecvanags        | Gardien de but | Lettonie    | Canadiens de Montréal                                                                                 | HS Riga (OHL)                          |
| 135  | Owen Allard            | Centre         | Canada      | Utah Hockey Club                                                                                      | Greyhounds de Sault-Sainte-Marie (LHO) |
| 136  | Eerik Wallenius        | Défenseur      | Finlande    | Sénateurs d'Ottawa                                                                                    | HPK (Liiga)                            |
| 137  | Ivan Iounine           | Gardien de but | Russie      | Avalanche du Colorado (du Kraken de Seattle)                                                          | Omskie Iastreby (MHL)                  |
| 138  | Joel Svensson          | Ailier         | Suède       | Blackhawks de Chicago (des Flames de Calgary)                                                         | Växjö Lakers HC (J20 Nationell)        |
| 139  | Max Graham             | Centre         | Canada      | Devils du New Jersey                                                                                  | Rockets de Kelowna (LHOu)              |
| 140  | Sebastian Soini        | Défenseur      | Finlande    | Wild du Minnesota (des Sabres de Buffalo)                                                             | Ilves (J20 Nationell)                  |
| 141  | Clarke Caswell         | Ailier         | Canada      | Kraken de Seattle (des Flyers de Philadelphie via les Panthers de la Floride)                         | Broncos de Swift Current (LHOu)        |
| 142  | Chase Wutzke           | Gardien de but | Canada      | Wild du Minnesota                                                                                     | Rebels de Red Deer (LHOu)              |
| 143  | Nate Misskey           | Défenseur      | Canada      | Sharks de San José (des Penguins de Pittsburgh)                                                       | Royals de Victoria (LHOu)              |
| 144  | John Whipple           | Défenseur      | États-Unis  | Red Wings de Détroit                                                                                  | NTDP (USHL)                            |
| 145  | William McIsaac        | Défenseur      | Canada      | Blues de Saint-Louis                                                                                  | Chiefs de Spokane (LHOu)               |
| 146  | Veeti Louhivaara       | Gardien de but | Finlande    | Devils du New Jersey (des Capitals de Washington)                                                     | JYP Jyväskylä (U20 SM-sarja)           |
| 147  | Marcus Gidlof          | Gardien de but | Suède       | Islanders de New York                                                                                 | Lefsands IF (J20 Nationell)            |
| 148  | Noah Powell            | Ailier         | États-Unis  | Flyers de Philadelphie (des Golden Knights de Vegas)                                                  | Fighting Saints de Dubuque (USHL)      |
| 149  | Joona Saarelainen      | Centre         | Finlande    | Lightning de Tampa Bay                                                                                | Kalevan Pallo (U20 SM-sarja)           |
| 150  | Luke Misa              | Centre         | Canada      | Flames de Calgary (des Kings de Los Angeles via les Flyers de Philadelphie)                           | Steelheads de Mississauga (LHO)        |
| 151  | Miroslav Holinka       | Centre         | Tchéquie    | Maple Leafs de Toronto (des Predators de Nashville via les Blackhawks de Chicago)                     | HC Oceláři Třinec (Czech U20)          |
| 152  | Aleksandr Plessovskikh | Ailier         | Russie      | Maple Leafs de Toronto                                                                                | Mamonty Iougry (MHL)                   |
| 153  | Aleš Čech              | Défenseur      | Tchéquie    | Utah Hockey Club (de l'Avalanche du Colorado via les Sharks de San José via les Devils du New Jersey) | BK Mladá Boleslav (Extraliga tchèque)  |
| 154  | Jonathan Morello       | Centre         | Canada      | Bruins de Boston                                                                                      | Buzzers de St. Michael's (LHJO)        |
| 155  | Markus Loponen         | Centre         | Finlande    | Jets de Winnipeg                                                                                      | Kärpät Oulu (U20 SM-sarja)             |
| 156  | Justin Poirier         | Ailier         | Canada      | Hurricanes de la Caroline                                                                             | Drakkar de Baie-Comeau (LHJMQ)         |
| 157  | Timofeï Obvintsev      | Gardien de but | Russie      | Maple Leafs de Toronto                                                                                | Krasnaïa Armia (MHL)                   |
| 158  | Niilopekka Muhonen     | Défenseur      | Finlande    | Stars de Dallas                                                                                       | Kalevan Pallo (U20 SM-sarja)           |
| 159  | Nathan Aspinall        | Ailier         | Canada      | Rangers de New York                                                                                   | Firebirds de Flint (LHO)               |
| 160  | Connor Clattenburg     | Ailier         | Canada      | Oilers d'Edmonton                                                                                     | Firebirds de Flint (LHO)               |
| 161  | Maxmilian Curran       | Centre         | Tchéquie    | Avalanche du Colorado (des Panthers de la Floride via les Sabres de Buffalo)                          | Americans de Tri-City (LHOu)           |

## Sixième tour
| Rang | Joueur            | Position  | Nationalité | Équipe LNH                                                            | Repêché de                            |
| ---- | ----------------- | --------- | ----------- | --------------------------------------------------------------------- | ------------------------------------- |
| 162  | Anthony Romani    | Ailier    | Canada      | Canucks de Vancouver (des Sharks de San José)                         | Battalion de North Bay (LHO)          |
| 163  | Ty Henry          | Défenseur | Canada      | Blackhawks de Chicago                                                 | Otters d'Érié (LHO)                   |
| 164  | Jared Holloway    | Défenseur | Suède       | Kings de Los Angeles (des Ducks d'Anaheim)                            | Knights de London (LHO)               |
| 165  | Luke Ashton       | Défenseur | Canada      | Blue Jackets de Columbus                                              | Rivermen de Langley (LHCB)            |
| 166  | Ben Merrill       | Centre    | États-Unis  | Canadiens de Montréal                                                 | Arrows de Saint-Sebastian's (USHS)    |
| 167  | Vohtech Hradec    | Centre    | Tchéquie    | Utah Hockey Club                                                      | BK Mladá Boleslav (Extraliga tchèque) |
| 168  | Timour Kol        | Défenseur | Russie      | Hurricanes de la Caroline (des Sénateurs d'Ottawa)                    | Omskie Iastreby (MHL)                 |
| 169  | Stepan Gorbounov  | Centre    | Russie      | Panthers de la Floride (du Kraken de Seattle)                         | Belye Medvedi (MHL)                   |
| 170  | Hunter Laing      | Centre    | Canada      | Flames de Calgary                                                     | Cougars de Prince George (LHOu)       |
| 171  | Matyas Melovsky   | Centre    | Tchéquie    | Devils du New Jersey                                                  | Drakkar de Baie-Comeau (LHJMQ)        |
| 172  | Patrick Geary     | Défenseur | États-Unis  | Sabres de Buffalo                                                     | Spartans de Michigan State (Big Ten)  |
| 173  | Ilia Paoutov      | Ailier    | Russie      | Flyers de Philadelphie                                                | Krasnaïa Armia (MHL)                  |
| 174  | Stevie Leskovar   | Défenseur | Canada      | Wild du Minnesota                                                     | Steelheads de Mississauga (LHO)       |
| 175  | Joona Vaisanen    | Défenseur | Finlande    | Penguins de Pittsburgh                                                | Fightting Saints de Dubuque (USHL)    |
| 176  | Charlie Forslund  | Ailier    | Suède       | Red Wings de Détroit                                                  | Falu IF (Hockeyettan)                 |
| 177  | Eric Jamieson     | Défenseur | Canada      | Flames de Calgary                                                     | Silvertips d'Everett (LHOu)           |
| 178  | Petr Sikora       | Centre    | Tchéquie    | Capitals de Washington                                                | HC Oceláři Třinec (Czech U20)         |
| 179  | Xavier Veilleux   | Défenseur | Canada      | Islanders de New York                                                 | Lumberjacks de Muskegon (USHL)        |
| 180  | Trent Swick       | Ailier    | Canada      | Golden Knights de Vegas                                               | Rangers de Kitchener (LHO)            |
| 181  | Kaden Pitre       | Centre    | Canada      | Lightning de Tampa Bay                                                | Firebirds de Flint (LHO)              |
| 182  | Austin Burnevik   | Ailier    | États-Unis  | Ducks d'Anaheim (des Kings de Los Angeles)                            | Capitols de Madison (USHL)            |
| 183  | Albin Sundin      | Défenseur | Suède       | Oilers d'Edmonton (des Predators de Nashville)                        | Frolunda HC (J20 Nationell)           |
| 184  | Roman Shokhrine   | Défenseur | Russie      | Hurricanes de la Caroline (des Maple Leafs de Toronto)                | Loko Iaroslavl (MHL)                  |
| 185  | Tory Pitner       | Défenseur | États-Unis  | Avalanche du Colorado                                                 | Phantoms de Younstown (USHL)          |
| 186  | Loke Johansson    | Défenseur | Suède       | Bruins de Boston                                                      | AIK IF (J20 nationell)                |
| 187  | Kieron Walton     | Centre    | Canada      | Jets de Winnipeg                                                      | Wolves de Sudbury (LHO)               |
| 188  | Fiodor Avramov    | Ailier    | Russie      | Hurricanes de la Caroline                                             | Kapitan Stoupino (MHL)                |
| 189  | Parker Alcos      | Défenseur | Canada      | Canucks de Vancouver                                                  | Oil Kings d'Edmonton (LHOu)           |
| 190  | Ludvig Lafton     | Défenseur | Norvège     | Utah Hockey Club (des Stars de Dallas via les Predators de Nashville) | Färjestad BK (J20 Nationell)          |
| 191  | Rico Gredig       | Ailier    | Suisse      | Rangers de New York                                                   | Hockey Club Davos (National League)   |
| 192  | Dalyn Wakely      | Centre    | Canada      | Oilers d'Edmonton                                                     | Battalion de North Bay (LHO)          |
| 193  | Hunter St. Martin | Ailier    | Canada      | Panthers de la Floride                                                | Tigers de Medicine Hat (LHOu)         |

## Septième tour
| Rang | Joueur               | Position       | Nationalité | Équipe LNH                                                                      | Repêché de                               |
| ---- | -------------------- | -------------- | ----------- | ------------------------------------------------------------------------------- | ---------------------------------------- |
| 194  | Iaroslav Korosteliov | Gardien de but | Russie      | Sharks de San José                                                              | SKA-1946 (MHL)                           |
| 195  | Joe Connor           | Ailier         | États-Unis  | Lightning de Tampa Bay (des Blackhawks de Chicago)                              | Lumberjacks de Muskegon (USHL)           |
| 196  | William Nicholl      | Centre         | Canada      | Oilers d'Edmonton (via les Ducks d'Anaheim)                                     | Knights de London (LHO)                  |
| 197  | Lucas Van Vilet      | Centre         | États-Unis  | Golden Knights de Vegas                                                         | NTDP (USHL)                              |
| 198  | James Reeder         | Ailier         | États-Unis  | Kings de Los Angeles (via les Canadiens de Montréal)                            | Fighting Saints de Dubuque (USHL)        |
| 199  | Noah Steen           | Ailier         | Suède       | Lightning de Tampa Bay (de l'Utah Hockey Club)                                  | Mora IK (Allsvenskan)                    |
| 200  | Matt Lahey           | Défenseur      | Canada      | Maple Leafs de Toronto (des Sénateurs d'Ottawa)                                 | Clippers de Nanaimo (LHCB)               |
| 201  | Denis Gabdrakhmanov  | Gardien de but | Russie      | Panthers de la Floride (du Kraken de Seattle)                                   | Tioumenski Leguion (MHL)                 |
| 202  | Jakub Fibigr         | Défenseur      | Tchéquie    | Kraken de Seattle (des Flames de Calgary)                                       | Steelheads de Mississauga (LHO)          |
| 203  | Austin Baker         | Ailier         | États-Unis  | Red Wings de Détroit (des Devils du New Jersey via les Sharks de San José)      | NTDP (USHL)                              |
| 204  | Vassili Zelenov      | Ailier         | Russie      | Sabres de Buffalo                                                               | EC Red Bull Salzbourg Junior (AlpsHL)    |
| 205  | Austin Moline        | Défenseur      | États-Unis  | Flyers de Philadelphie                                                          | Shattuck-Saint Mary's Sabres (USHS)      |
| 206  | Harrison Meneghin    | Gardien de but | Canada      | Lightning de Tampa Bay (du Wild du Minnesota)                                   | Hurricanes de Lethbridge (LHOu)          |
| 207  | Mac Swanson          | Ailier         | États-Unis  | Penguins de Pittsburgh                                                          | Force de Fargo (USHL)                    |
| 208  | Fisher Scott         | Défenseur      | États-Unis  | Red Wings de Détroit                                                            | Fighting Saints de Dubuque (USHL)        |
| 209  | Antoine Dorion       | Centre         | Canada      | Blues de Saint-Louis                                                            | Remparts de Québec (LHJMQ)               |
| 210  | Makar Khanine        | Ailier         | Russie      | Canadiens de Montréal (des Capitals de Washington)                              | HK Dinamo Saint-Pétersbourg (MHL)        |
| 211  | Matveï Korotky       | Centre         | Russie      | Blues de Saint-Louis (des Islanders de New York)                                | SKA-1946 (MHL)                           |
| 212  | Miroslav Šatan       | Centre         | Slovaquie   | Capitals de Washington (des Golden Knights de Vegas)                            | HC Slovan Bratislava (Slovakia U20)      |
| 213  | Erik Pahlsson        | Centre         | Suède       | Predators de Nashville (du Lightning de Tampa Bay)                              | Fighting Saints de Dubuque (USHL)        |
| 214  | Darels Uļjanskis     | Défenseur      | Lettonie    | Ducks d'Anaheim (des Kings de Los Angeles)                                      | AIK IF (J20 Nationell)                   |
| 215  | Christian Humphreys  | Centre         | États-Unis  | Avalanche du Colorado (des Predators de Nashville via les Devils du New Jersey) | NTDP (USHL)                              |
| 216  | Sam McCue            | Ailier         | Canada      | Maple Leafs de Toronto                                                          | Attack d'Owen Sound (LHO)                |
| 217  | Nikita Prichtchepov  | Centre         | Russie      | Avalanche du Colorado                                                           | Tigres de Victoriaville (LHJMQ)          |
| 218  | Bauer Berry          | Défenseur      | États-Unis  | Oilers d'Edmonton (des Bruins de Boston via l'Utah Hockey Club)                 | Lumberjacks de Muskegon (USHL)           |
| 219  | Ryerson Leenders     | Gardien de but | Canada      | Sabres de Buffalo (des Jets de Winnipeg)                                        | Steelheads de Mississauga (LHO)          |
| 220  | Andreï Kroutov       | Ailier         | Russie      | Hurricanes de la Caroline                                                       | Tchaïka Nijni Novgorod (MHL)             |
| 221  | Basile Sansonnens    | Défenseur      | Suisse      | Canucks de Vancouver                                                            | Hockey Club Fribourg-Gottéron (U20-Elit) |
| 222  | William Samuelsson   | Centre         | Suède       | Stars de Dallas                                                                 | Södertälje SK (J20 Nationell)            |
| 223  | Finn Harding         | Défenseur      | Canada      | Penguins de Pittsburgh (des Rangers de New York)                                | Steelheads de Mississauga (LHO)          |
| 224  | Rasmus Bergqvist     | Défenseur      | Suède       | Canadiens de Montréal (des Oilers d'Edmonton)                                   | Skellefteå AIK (J20 Nationell)           |
| 225  | Nathan Mayes         | Défenseur      | Canada      | Maple Leafs de Toronto (des Panthers de la Floride)                             | Chiefs de Spokane (LHOu)                 |